# Matcha

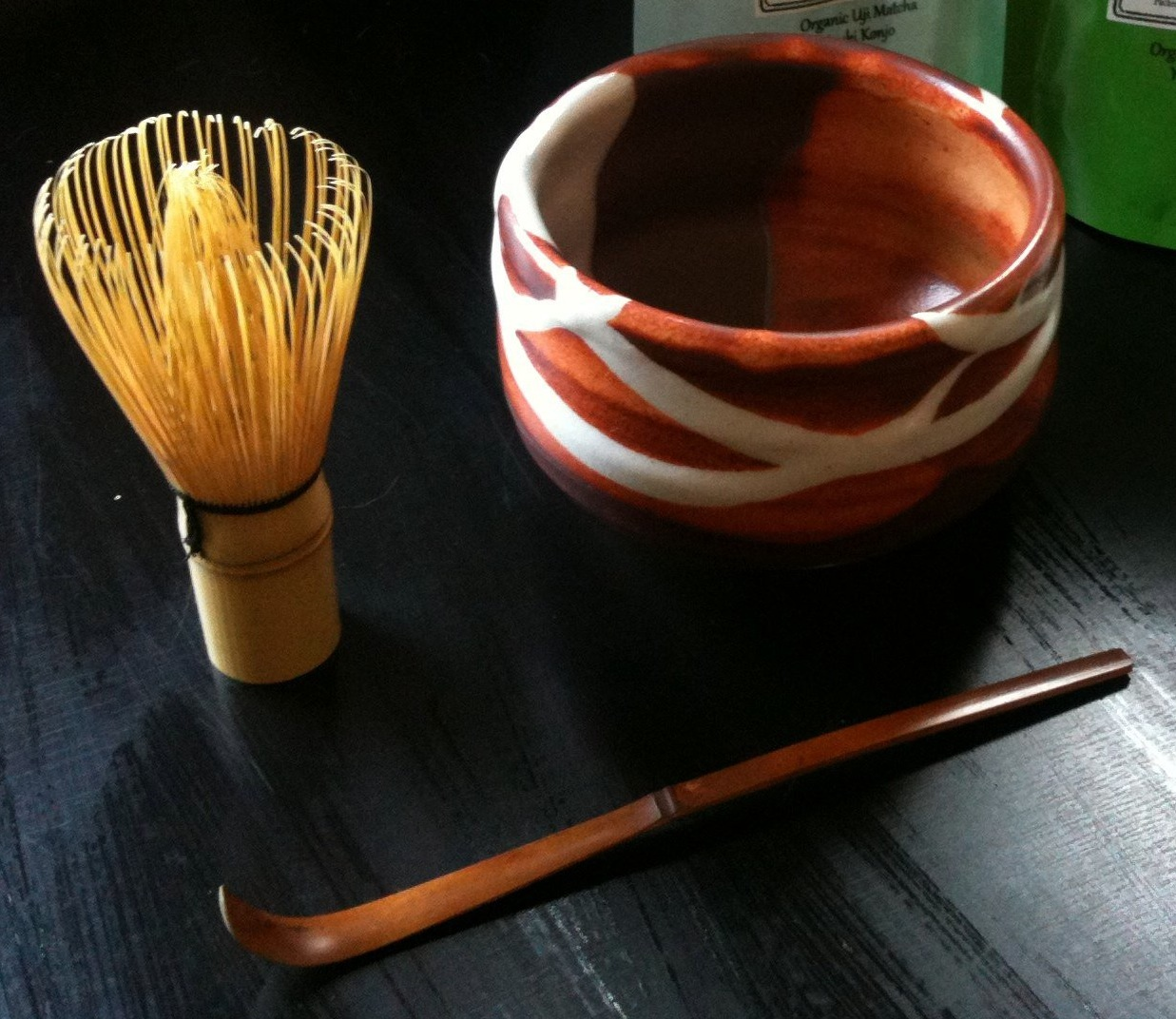
Ett enkelt matchaset.

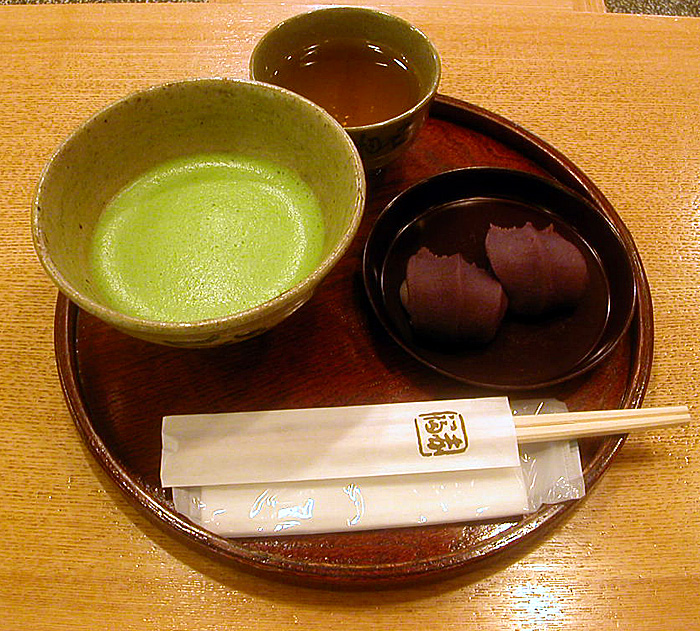
Matcha-te med tillbehör

Matcha (kanji: 抹茶, "gnuggat te"), är ett grönt te som består av ett mycket finmalet pulver. Pulvret vispas vid användning till en skummande dryck som dricks utan att man silar bort tebladen. Teet härstammar från en kinesisk föregångare som spred sig via buddhistiska munkar till Japan under 1400-talet. På den tiden malde kineserna pulvret från hårda tekakor. Japan har dock utvecklat denna process och producerar numera matcha genom att utvinna det från Tencha som är ett ångat grönt te. 

## Användning
Matcha har under många hundratals år varit en viktig mittpunkt i Cha-no-yu som är en japansk, traditionell teceremoni. 
Matcha framställs genom att Tencha odlas och mals på ett särskilt sätt. Tencha odlas i skugga och tebuskarna övertäcks av tyger de sista veckorna innan skördetid. Detta görs för att öka mängden klorofyll i växten och få fram smakerna ytterligare. Till skillnad från traditionella japanska teer som brukar rullas efter ångningen så torkas matchateet istället. Det är under torkningsprocessen som alla fibrer och stjälkar tas bort, detta görs för att pulvret ska bli extra finmalet när det är färdigt. När teet har torkat så mals det i en kvarn, traditionellt av sten, till ett otroligt finfördelat pulver.
Matchateet har många användningsområden. I Japan används det vanligtvis i ceremoniella sammanhang och serveras i japanska tehus. Vid dessa tillfällen serveras matchateet oftast med något sött tilltugg som t.ex. ett bakverk, godis eller en dessert. Det används även vid matlagning och som smaksättning. Det är en vanlig smaksättare i glass, desserter, bakverk, såser, pajer och omeletter. 
På grund av att matchateet är förenat med den japanska teceremonin så finns det en mängd etikettsregler om hur man ska dricka teet. Ett exempel är att det sägs att upplevelsen fördubblas om man dricker teet sittande med rak rygg.
Hur man brygger matcha-te skiljer sig från hur man brygger andra sorters te. Istället för att sila bort teet så ska man här vispa ut pulvret i lite vätska till en jämn brygd. Bryggningen av matcha-te är mycket noggrann i de traditionella teceremonierna och ska genomföras med särskilda redskap. För att drickas blandas det med 60-70°C hett vatten till önskad styrka och tjocklek. För att blanda matcha med vatten används oftast en bambuvisp. Det är en liten visp som skapar skum. Bambuvispen ska enligt japansk tradition tillverkas för hand på samma sätt som gjorts i hundratals år.

## Spridning och hälsoargument
På senare år har matchateet även spridit sig utanför Japans gränser och blivit en trendig hälsodryck världen över. I Sverige har grönt te länge hyllats som en hälsodryck med egenskaper som ofta sammankopplats med hälsoeffekter som viktnedgång, förbättrad hjärthälsa och bättre blodvärden.
Matcha marknadsförs i Sverige som det gröna te som är nyttigast av dem alla. Eftersom plantan skyddats från solljus innan skörd ökar mängden klorofyll och därför också näringsinnehållet. Den färdiga matchadrycken blir ett koncentrat av de hälsofördelar som finns i det gröna teet och i en kopp matcha ryms det tio gånger mer näring än i en kopp klassiskt bryggte. Matcha är även rikt på antioxidanter och koncentrationen av antioxidanter i matcha är 500 gånger mer än i ett färskt äpple.
Ett livsmedels antioxidanta effekt mäts i ORAC. För matchate är ORAC-värdet 1400 enheter per gram medan svenska blåbär ligger på 93 enheter per gram och det omtalade gojibäret ligger på 253 enheter per gram. Matcha innehåller mycket polyfenoler, en sorts antioxidant som sägs skydda mot högt blodtryck, hjärtsjukdom och cancer . Ämnet ska dessutom motverka kroppens åldrande och stimulera ämnesomsättningen. 
På senare år har matcha-teet börjat användas på nya sätt bland världens hälsointresserade. Matchalatte kallas en dryck när man löser upp det färdiga matchapulvret i lite vatten för att sedan blanda det med varm ångspunnen mjölk. Denna dryck kan göras hemma men serveras även på ett flertal caféer och restauranger i både Sverige och andra länder. Det är även en vanlig ingrediens i hälsosamma smoothies och juicer.
Matcha har en intensiv, något gräsig och spenatliknande smak. I Japan beskrivs smaken som umami, den femte grundsmaken.

## Exempel på bakverk med matcha

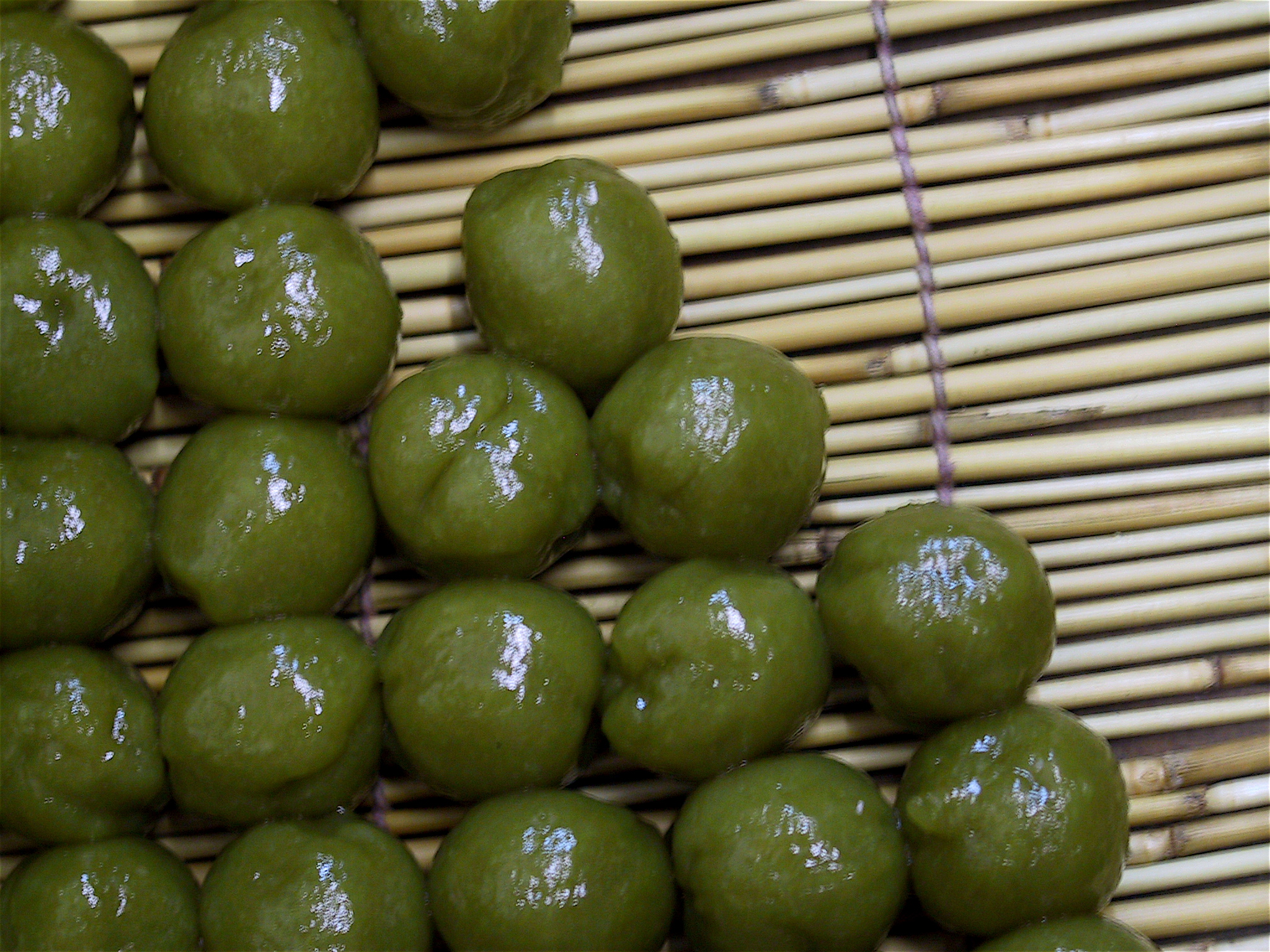
Dangos smaksatta med matcha
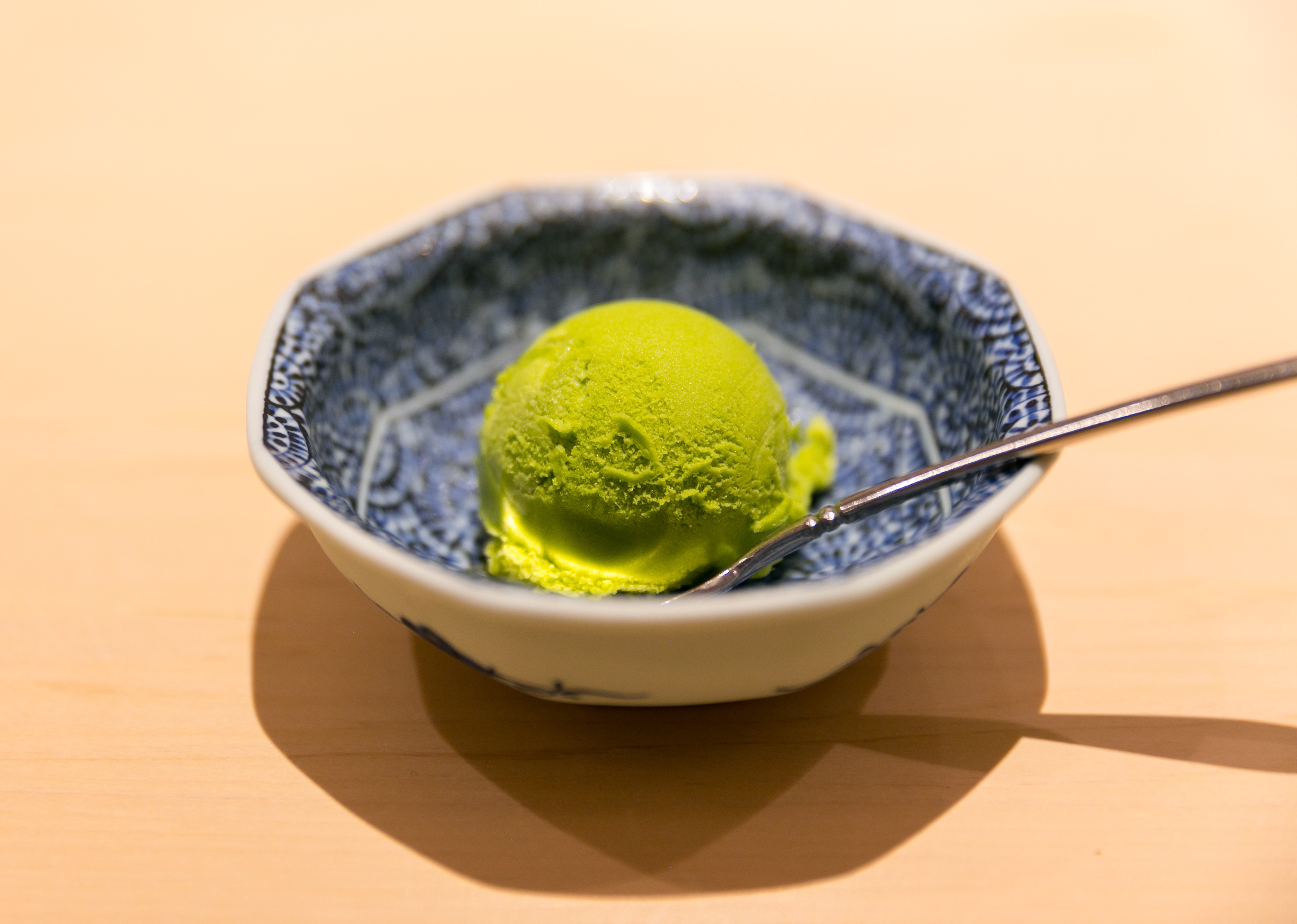
Matchaglass
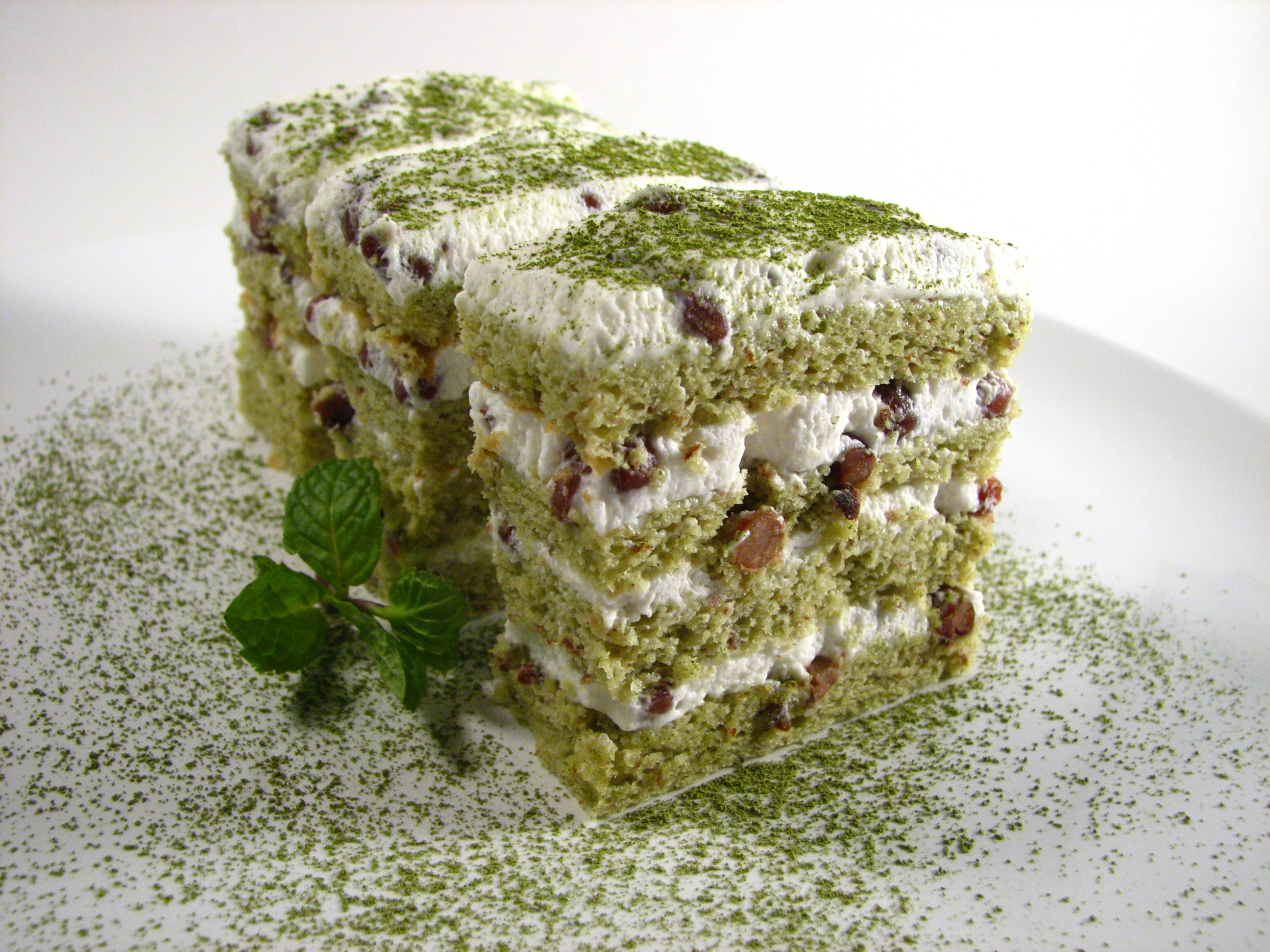
Matchakaka med Azukibönor
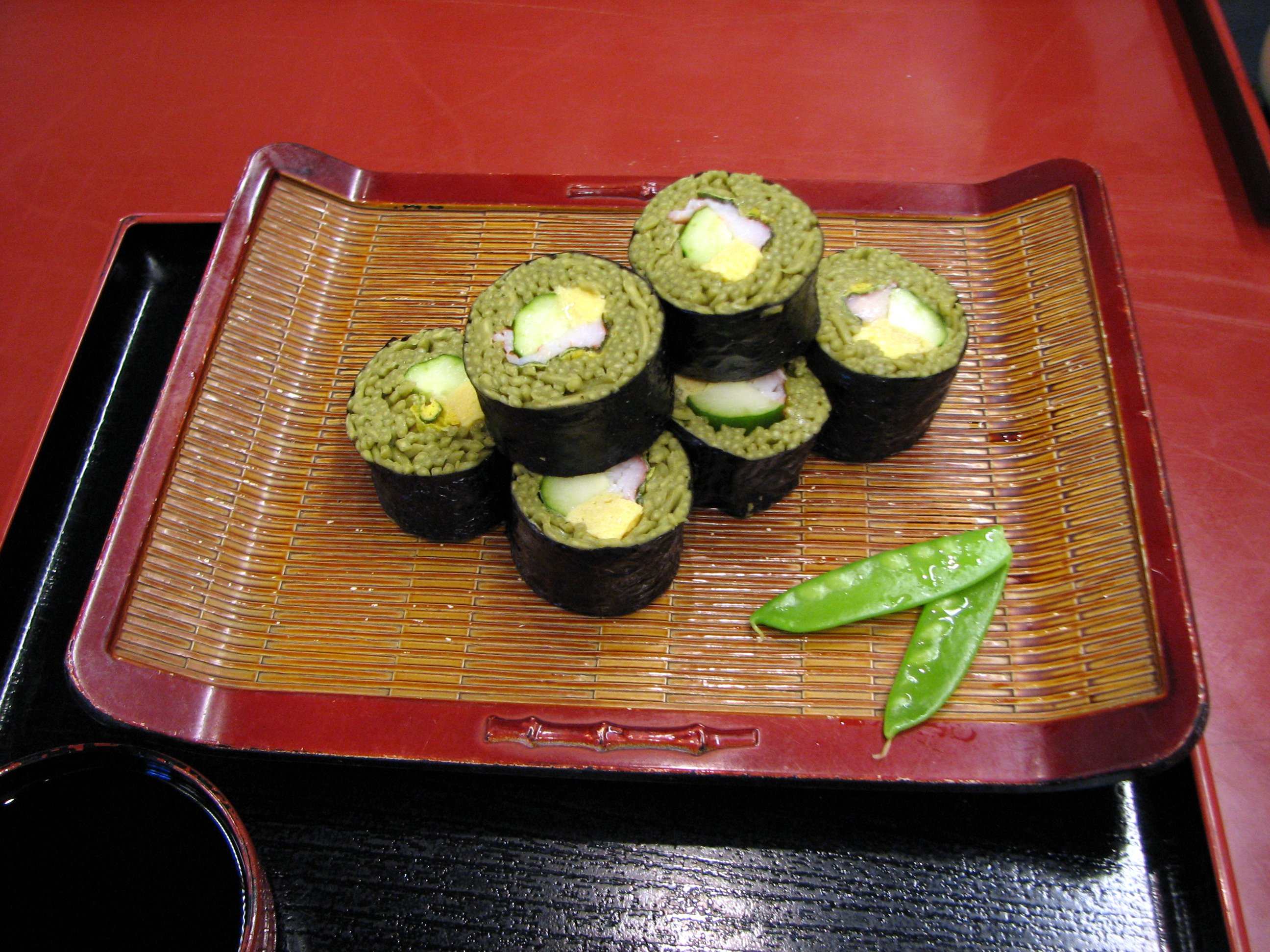
Cha-Soba maki-sushi